# Ciclismo ai XV Giochi paralimpici estivi
Le gare di ciclismo dei XV Giochi paralimpici estivi si sono solviti dal 14 al 18 settembre 2016, presso il Velódromo Municipal do Rio per quanto riguarda il ciclismo su pista, mentre quelle di ciclismo su strada si sono tenute presso il Parco Flamengo. Vi hanno presero parte 230 atleti provenienti da 45 nazioni